# فرودگاه قادن‌واری
فرودگاه قادن‌واری (به انگلیسی: Kadanwari Airport) یک فرودگاه خصوصی با کد یاتا KCF است که یک باند فرود آسفالت دارد و طول باند آن ۲۴۰۰ متر است. این فرودگاه در شهر قادن‌واری کشور پاکستان قرار دارد و در ارتفاع ۶۰ متری از سطح دریا واقع شده است.

## شرکت‌های هواپیمایی و مقصدهای پروازی
| شرکت‌های هواپیمایی                   | مقصدهای پروازی |
| ----------------------------------- | -------------- |
| هواپیمایی بین‌المللی پاکستان         | جناح           |
| Aircraft Sales and Services Limited | جناح           |